# Prisekana kocka
| Prisekana kocka                      | Prisekana kocka                    |
| ------------------------------------ | ---------------------------------- |
| (animacija)                          |                                    |
| vrsta                                | arhimedsko telo uniformni polieder |
| elementi                             | F = 14, E = 36, V = 24 (χ = 2)     |
| stranske ploskve na stran            | 8{3} + 6{8}                        |
| Conwayjev zapis                      | tT                                 |
| Schläflijev simbol                   | t{4,3}                             |
| Schläflijev simbol                   | t0,1{4,3}                          |
| Wythoffov simbol                     | 2 3 \| 4                           |
| Coxeter-Dinkinov diagram             |                                    |
| simetrija                            | Oh, BC3, [4,3], (*432), red 48     |
| vrtilna grupa                        | O, [4,3], (432), red 48            |
| diedrski kot                         | 3-8: 125º 15' 51′′ 8-8: 90º        |
| sklici                               | U09, C21, W8                       |
| značilnosti                          | konveksna polpravilna              |
| obarvane stranske ploskve            | (slika oglišč)                     |
| triakisni oktaeder (dualni polieder) | mreža telesa                       |

Prisekana kocka (tudi prisekani heksaeder) je v geometriji konveksni polieder. Je arhimedsko telo, eno od trinajstih konveksnih izogonalnih neprizmatičnih teles skonstruirano z dvema ali več vrstami pravilnih mnogokotniških stranskih ploskev.
Ima štirinajst pravilnih stranskih ploskev, od tega osem enakostraničnotrikotniških in šest osemkotniških, ter 36 robov in 24 oglišč. Kadar ima prisekana kocka enotsko dolžino, je to triakisni oktaeder, ki ima robove z dolžino 2 in {\displaystyle \scriptstyle {2+{\sqrt {2}}}}.

## Površina in prostornina
Površina P prisekane kocke z dolžino roba a je enaka:
{\displaystyle P=2(6+6{\sqrt {2}}+{\sqrt {3}})a^{2}\approx 32,4346644a^{2}\!\,.}
Prostornina V takšne prisekane kocke je:
{\displaystyle V=2(6+6{\sqrt {2}}+{\sqrt {3}})a^{2}\approx 32,4346644a^{2}\!\,.}

## Pravokotne projekcije
Prisekana kocka ima pet posebnih pravokotnih projekcij usrediščenih na oglišče, dve vrsti robov in dve vrsti stranskih ploskev (enakostranični trikotniki in osemkotniki). Zadnji dve odgovarjata Coxeterjevima ravninama B2 in A2.
| usrediščeno na        | oglišče | rob 3-8 | rob 8-8 | stransko ploskev – osemkotnik | stransko ploskev – enakostranični trikotnik |
| --------------------- | ------- | ------- | ------- | ----------------------------- | ------------------------------------------- |
| slika                 |         |         |         |                               |                                             |
| projektivna simetrija | [2]     | [2]     | [2]     | [4]                           | [6]                                         |
| triakisni oktaeder    |         |         |         |                               |                                             |

## Razvrstitev oglišč
Prisekana kocka ima enako razvrstitev oglišč kot trije nekonveksni uniformni poliedri:
| prisekana kocka | nekonveksni veliki rombikubooktaeder | veliki kubikubooktaeder | veliki rombiheksaeder |

## Sorodni poliedri in tlakovanja
| sferna/ravninska simetrija | *232 [2,3] D3h | *332 [3,3] Td | *432 [4,3] Oh | *532 [5,3] Ih | *632 [6,3] P6m | *732 [7,3] | *832 [8,3] | *∞32 [∞,3] |
| red simetrije              | 12             | 24            | 48            | 120           | ∞              | ∞          | ∞          | ∞          |
| Coxeter Schläfli           | t0,1{2,3}      | t0,1{3,3}     | t0,1{4,3}     | t0,1{5,3}     | t0,1{6,3}      | t0,1{7,3}  | t0,1{8,3}  | t0,1{∞,3}  |
| -------------------------- | -------------- | ------------- | ------------- | ------------- | -------------- | ---------- | ---------- | ---------- |
| prisekane oblike           | 3.4.4          | 3.6.6         | 3.8.8         | 3.10.10       | 3.12.12        | 3.14.14    | 3.16.16    | 3.∞.∞      |
| triakisne oblike           | V3.4.4         | V3.6.6        | V3.8.8        | V3.10.10      | V3.12.12       | V3.14.14   |            |            |

| {4,3} | t0,1{4,3} | t1{4,3} | t0,1{3,4} | {3,4} | t0,2{4,3} | t0,1,2{4,3} | {4,3} | h0{4,3} | h1,2{4,3} |
| ----- | --------- | ------- | --------- | ----- | --------- | ----------- | ----- | ------- | --------- |
|       |           |         |           |       |           |             |       |         |           |
|       |           |         |           |       |           |             |       |         |           |